# 중소기업은행
중소기업은행(中小企業銀行, 영어: Industrial Bank of Korea, IBK)은 1961년 7월 제정된 중소기업은행법에 따라 중소기업인을 위하여 설립된 대한민국 금융위원회 산하 기타공공기관으로, 국책 특수은행이다. 명칭으로는 중소기업은행, 기업은행, IBK기업은행 등이 혼용된다.

## 연혁

1991년부터 2006년까지 사용된 중소기업은행의 로고

- 1961년: 농업은행의 도시 지역 지점을 중심으로 중소기업은행 창립
- 1967년: 중소기업 신용보증업무 개시
- 1982년: 중소기업금융채권 발행
- 1994년: 증권거래소 상장
- 1997년: 정부투자기관에서 정부출자기관 전환
- 1999년: IBK캐피탈 설립
- 2005년 3월 2일: 우정사업본부와 업무 제휴
- 2008년: IBK투자증권 설립
- 2011년 7월 1일: 우정사업본부와의 업무 제휴를 우체국 ATM망으로 확대
- 2012년 1월: 기타공공기관 지정 해제
- 2013년 7월: IBK저축은행(구 예솔저축은행) 출범
- 2014년 1월: 기타공공기관 재지정
- 2015년 12월: 나라사랑카드 발급 개시

## 특징
2005년 3월 2일부터 우체국에서 거래할 때 자행 취급을 받으며, 우체국 금융창구에서 통장거래 및 통장정리가 가능하다. 2011년 7월 1일부터 우체국의 ATM망을 개방했다.
입출금상품의 전환가입은 00:30~16:00까지 가능하다.
입출금상품 전환가입이나 카드 신청을 할 때 PC 뱅킹, i-ONE 스마트뱅킹 앱, IBK카드 앱, 모바일 전용 페이지(IBK큐브) 채널에서 선택이 가능한 상품이 서로 다르다. 따라서 중소기업은행 내 여러 거래 채널을 확인하고 상품을 선택해야 한다.
수원시의 제1금고를 맡고 있다. 이 때문인지 2015년부터 수원시를 연고지로 하는 프로야구팀인 kt wiz와 제휴한 신용/체크카드를 발행하고 있다.
2021년에는 IBK기업은행 알토스 신용/체크카드를 출시했다.
문화방송의 주거래 은행이다. 이 영향으로 MBC 표준FM의 아침 프로그램인 여성시대의 방송 내용을 모은 '월간 여성시대'를 중소기업은행 지점에서 배포하고 있다.

## 조직
- 감사

### 이사회

#### 은행장
- 준법감시인
- IBK경제연구소
- 기업고객그룹
- CIB그룹
- 개인고객그룹
- 카드사업그룹
- 신탁사업그룹
- 미래채널그룹
- 글로벌·자금시장그룹
- 부산·울산·경남그룹
- 충청·호남그룹
- 소비자브랜드그룹

##### 전무이사
- 경영전략그룹
- 여신운영그룹
- 경영지원그룹
- IT그룹
- 리스크관리그룹

## 영업점

### 국내 지점(2023년 12월 말)
지점 및 출장소: 625개

### 국외 지점(2023년 6월 말)
지점: 뉴욕(미국), 도쿄(일본), 홍콩(중국), 런던(영국), 호치민(베트남), 하노이(베트남), 뉴델리(인도), 마닐라(필리핀), 프놈펜(캄보디아)
사무소: 브로츠와프(폴란드), 블라디보스토크(러시아)
법인: 기업은행(중국)유한공사, IBK미얀마은행, IBK인도네시아은행

## 카드
비씨카드 회원사로, 비씨카드만 발행하고 자체 카드는 없다. 은행권과 증권사의 카드들은 제휴 금융기관의 현금카드 탑재가 가능하며, 비씨카드의 탑포인트 외에는 별도로 운영하는 포인트가 없다.
체크카드는 최초 발급 외에는 창구에서 발급할 때 발급 수수료 2,000원을 징수하며, 부산은행처럼 발급비 환급은 없다. 단, 일상의 기쁨같은 일부 체크카드는 모바일(IBK 큐브 모바일 홈페이지, 기업은행 i-ONE 스마트폰뱅킹 앱, IBK카드 앱)을 통해 신청이 가능하며, 모바일로 신청하면 발급비를 받지 않는다. 지점 수령 선택도 가능하다. 다만 IBK 큐브 모바일 홈페이지와 기업은행 i-ONE 앱, IBK카드 앱에서 신청이 가능한 상품은 일부 차이가 있으며, 그린 체크카드(구, 나의 알파 그린 체크카드) 등은 창구에서만 신청할 수 있다.
체크카드의 경우, 후불교통카드는 일부 상품에만 적용이 가능하다. 그린 체크카드에는 티머니 선불 교통카드를 적용할 수 있다. 2024년에는 정부의 시책에 따라 일상의 기쁨 체크카드에 K-패스를 추가한 K-패스 후불교통 체크카드도 추가했다.
결제일 변경은 창구 혹은 콜센터 및 i-ONE 앱에서 가능하고, 인터넷뱅킹으로는 변경할 수 없다.
몇몇 해외겸용 체크카드는 연회비를 징수하기 때문에, 사전에 확인해야 한다. 단, 해외겸용 체크카드 중 은련은 모든 상품에서 연회비를 받지 않으며, 비자카드와 마스터카드도 일부 상품에 한하여 연회비가 없다.
체크카드의 해외 브랜드는 거의 대다수가 은련과 마스터카드다. 비자 체크카드는 손에 꼽을 수준으로 매우 적은데, kt wiz 비자 체크카드는 연회비 3,000원을 받고 연회비가 없는 비자 체크카드 중 용인시민 비자 체크카드와 I-HEROES 비자 체크카드는 발급 대상이 특정되어 있다. 따라서 연회비가 없으면서 발급 대상이 특정되어 있지 않은 비자 체크카드는 부자되세요 더 마일리지 체크카드, 스폰지밥 체크카드, IBK포인트 체크카드 3가지뿐이다.
체크카드에 비접촉 결제를 다소 늦게 도입했으며, 2024년에 스폰지밥 비자 체크카드를 출시하면서 체크카드에도 비접촉 결제를 탑재하기 시작했다.
2025년 5월 20일에 출시한 I-Travel 체크카드부터 마스터 플래티넘을 적용하기 시작했다.
해외결제 방식은 즉시출금이다.
밤 11시 이후에는 카드 신청 업무가 일시적으로 차단된다.

### 취급카드(비씨카드)
- 국내전용 / 비자카드 / 마스터카드 / 은련 / 비씨 글로벌(신용카드 한정)

### 발급기관
- 중소기업은행
- IBK투자증권
- 미래에셋증권
- 한국투자증권

## 역대 기업은행장
- 이경재 (1998~2001)
- 김종창 (2001~2004)
- 강권석 (2004~2007)
- 윤용로 (2007~2010)
- 조준희 (2010~2013)
- 권선주 (2013~2016)
- 김도진 (2016~2019)
- 윤종원 (2020~2023)
- 김성태 (2023~ )

## 같이 보기
- 대한민국의 금융기관 목록
- 비씨카드
- 나라사랑카드